# Ідеальне (філософія)
Ідеальне — філософська категорія, протилежність матеріального, реального.
Ідеальне в ідеалістичній традиції розуміється як самостійне нематеріальне начало, що існує поза простором і часом (дух, ідеї). Ідеальне в матеріалістичній традиції розуміється як відображення в свідомості зовнішнього світу, суб'єктивний образ об'єктивної реальності. У марксизмі трактується як відображення зовнішнього світу в формах свідомості і діяльності людини як суспільної істоти, продукт і форма соціальної практики (на відміну від простого продукту пасивного індивідуального споглядання).